# Campionati europei di atletica leggera 2010 - Salto in alto femminile
La competizione si è svolta tra il 30 luglio ed il 1º agosto 2010.

## Podio
| #       | Atleta           | Nazionalità | Misura |
| ------- | ---------------- | ----------- | ------ |
| Oro     | Blanka Vlašić    | Croazia     | 2,03 m |
| Argento | Emma Green       | Svezia      | 2,01 m |
| Bronzo  | Ariane Friedrich | Germania    | 2,01 m |

## Record
Prima di questa competizione, il record del mondo (RM), il record europeo (EU) ed il record dei campionati (RC) sono i seguenti:
| Record                | Prestazione | Atleta                      | Data                            | Competizione             |
| --------------------- | ----------- | --------------------------- | ------------------------------- | ------------------------ |
| Record mondiale       | 2.09m       | Stefka Kostadinova Bulgaria | 30 agosto 1987 Roma, Italia     |                          |
| Record europeo        | 2.09m       | Stefka Kostadinova Bulgaria | 30 agosto 1987 Roma, Italia     |                          |
| Record dei campionati | 2.03m       | Tia Hellebaut Belgio        | 11 agosto 2006 Göteborg, Svezia | Europei di atletica 2006 |

## Programma
| Date           | Time  | Round          |
| -------------- | ----- | -------------- |
| July 30, 2010  | 10:15 | Qualificazioni |
| August 1, 2010 | 19:30 | Finale         |

## Risultati

### Qualificazioni
Vanno in finale gli atleti con una misura di almeno 1.92m (Q) o almeno le 12 migliori misure (q).
| Pos. | Gruppo | Atleta                  | Paese      | 1.78 | 1.83 | 1.87 | 1.90 | 1.92 | Risultato | Note                                     |
| ---- | ------ | ----------------------- | ---------- | ---- | ---- | ---- | ---- | ---- | --------- | ---------------------------------------- |
| 1    | A      | Blanka Vlašić           | Croazia    | -    | -    | o    | o    | o    | 1.92      | Q                                        |
| 1    | A      | Svetlana Shkolina       | Russia     | -    | o    | o    | o    | o    | 1.92      | Q                                        |
| 1    | A      | Ruth Beitia             | Spagna     | -    | o    | o    | o    | o    | 1.92      | Q                                        |
| 1    | A      | Danielle Frenkel        | Israele    | o    | o    | o    | o    | o    | 1.92      | Q,                                       |
| 1    | B      | Ariane Friedrich        | Germania   | -    | -    | -    | o    | o    | 1.92      | Q                                        |
| 6    | A      | Beatrice Lundmark       | Svizzera   | o    | o    | o    | xo   | o    | 1.92      | Q,                                       |
| 6    | A      | Anna Iljuštšenko        | Estonia    | o    | o    | o    | xo   | o    | 1.92      | Q, =                                     |
| 8    | B      | Victoria Stjopina       | Ucraina    | -    | xo   | o    | xo   | o    | 1.92      | Q                                        |
| 8    | B      | Antonia Stergiou        | Grecia     | o    | o    | o    | xxo  | o    | 1.92      | Q,                                       |
| 10   | B      | Emma Green              | Svezia     | -    | -    | o    | -    | xo   | 1.92      | Q                                        |
| 11   | B      | Burcu Ayhan             | Turchia    | o    | o    | xo   | xxo  | xo   | 1.92      | Q,                                       |
| 12   | B      | Tia Hellebaut           | Belgio     | -    | o    | o    | xo   | xxo  | 1.92      | Q                                        |
| 13   | B      | Irina Gordeyeva         | Russia     | -    | o    | o    | o    | xxx  | 1.90      |                                          |
| 13   | B      | Antonietta Di Martino   | Italia     | -    | o    | o    | o    | xxx  | 1.90      |                                          |
| 15   | A      | Stine Kufaas            | Norvegia   | o    | o    | xxo  | o    | xxx  | 1.90      |                                          |
| 15   | B      | Deirdre Ryan            | Irlanda    | o    | o    | xxo  | o    | xxx  | 1.90      | Miglior prestazione personale stagionale |
| 17   | A      | Ebba Jungmark           | Svezia     | -    | xo   | o    | xo   | xxx  | 1.90      | =                                        |
| 18   | B      | Airinė Palšytė          | Lituania   | o    | xxo  | xo   | xxo  | xxx  | 1.90      |                                          |
| 19   | A      | Raffaella Lamera        | Italia     | o    | xo   | o    | xxx  |      | 1.87      |                                          |
| 20   | B      | Tonje Angelsen          | Norvegia   | o    | o    | xo   | xxx  |      | 1.87      |                                          |
| 21   | A      | Marija Vukovic          | Montenegro | xo   | o    | xo   | xxx  |      | 1.87      |                                          |
| 22   | A      | Venelina Veneva-Mateeva | Bulgaria   | -    | o    | xxx  |      |      | 1.83      |                                          |
| 22   | A      | Georgiana Zarcan        | Romania    | o    | o    | xxx  |      |      | 1.83      |                                          |
| 22   | B      | Ana Šimić               | Croazia    | o    | o    | xxx  |      |      | 1.83      |                                          |
| 25   | A      | Hannelore Desmet        | Belgio     | o    | xo   | xxx  |      |      | 1.83      |                                          |
| 26   | B      | Ma'ayan Furman          | Israele    | o    | xxx  |      |      |      | 1.78      |                                          |

### Finale
| Pos.    | Atleta            | Paese    | 1.80 | 1.85 | 1.89 | 1.92 | 1.95 | 1.97 | 1.99 | 2.01 | 2.03 | 2.05 | Risultato | Note                                     |
| ------- | ----------------- | -------- | ---- | ---- | ---- | ---- | ---- | ---- | ---- | ---- | ---- | ---- | --------- | ---------------------------------------- |
| Oro     | Blanka Vlašić     | Croazia  | -    | o    | -    | o    | xo   | xo   | o    | o    | xo   | x-   | 2.03      | =                                        |
| Argento | Emma Green        | Svezia   | -    | -    | xo   | o    | xo   | o    | xxo  | xo   | xxx  |      | 2.01      | Miglior prestazione personale            |
| Bronzo  | Ariane Friedrich  | Germania | -    | -    | o    | -    | o    | o    | o    | xxo  | xxx  |      | 2.01      |                                          |
| 4       | Svetlana Shkolina | Russia   | -    | o    | o    | o    | xo   | xo   | xxx  |      |      |      | 1.97      |                                          |
| 5       | Tia Hellebaut     | Belgio   | o    | o    | o    | xo   | xo   | xxo  | xxx  |      |      |      | 1.97      | Miglior prestazione personale stagionale |
| 6       | Victoria Stjopina | Ucraina  | o    | o    | o    | o    | o    | xxx  |      |      |      |      | 1.95      | Miglior prestazione personale stagionale |
| 6       | Ruth Beitia       | Spagna   | -    | o    | -    | o    | o    | xxx  |      |      |      |      | 1.95      |                                          |
| 8       | Antonia Stergiou  | Grecia   | o    | o    | o    | xxo  | xxx  |      |      |      |      |      | 1.92      | =                                        |
| 9       | Burcu Ayhan       | Turchia  | o    | o    | xo   | xxo  | xxx  |      |      |      |      |      | 1.92      | =                                        |
| 10      | Beatrice Lundmark | Svizzera | o    | o    | xxo  | xxx  |      |      |      |      |      |      | 1.89      |                                          |
| 11      | Anna Iljuštšenko  | Estonia  | o    | o    | xxx  |      |      |      |      |      |      |      | 1.85      |                                          |
| 12      | Danielle Frenkel  | Israele  | o    | xo   | xxx  |      |      |      |      |      |      |      | 1.85      |                                          |